# Anna Diamantopoulou

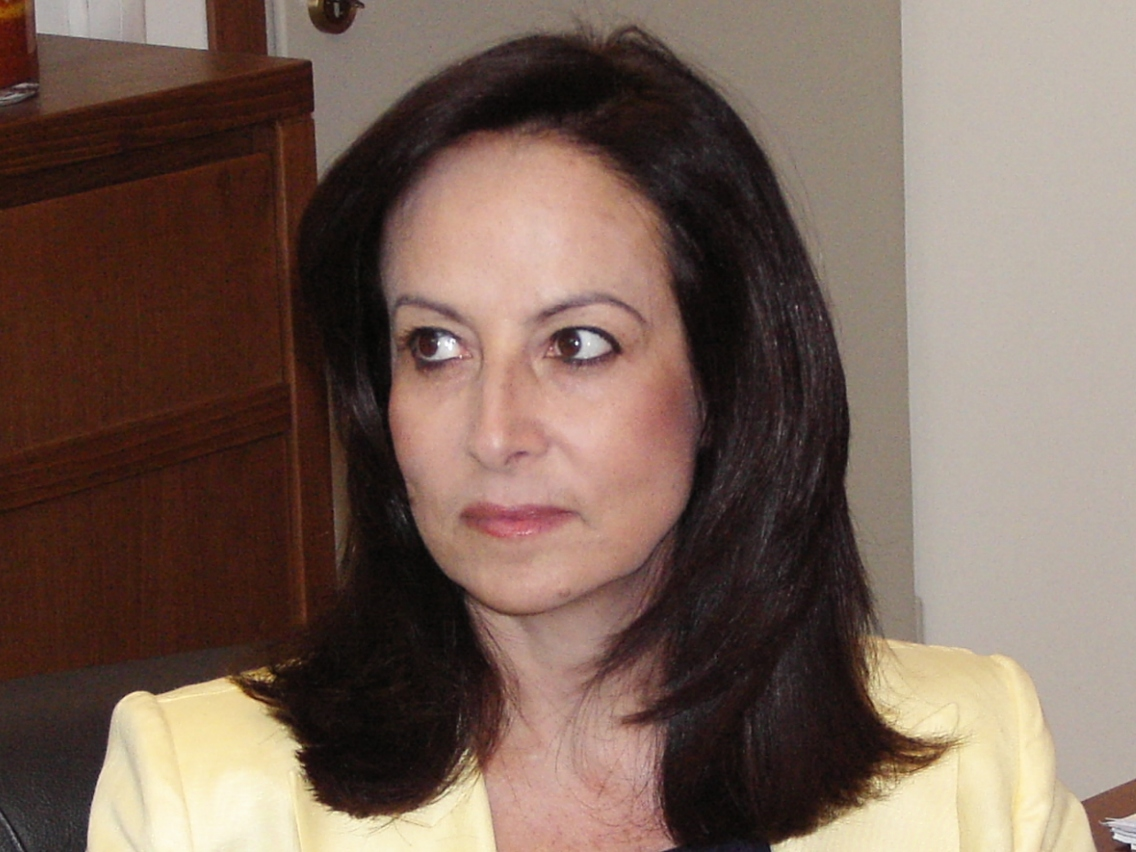
Anna Diamantopoulou (2007)

Anna Diamantopoulou (griechisch Άννα Διαμαντοπούλου; * 26. Februar 1959 in Kozani, Griechenland) ist eine griechische Politikerin der PASOK.

## Leben
Diamantopoulou war eine der jüngsten Präfekten in Griechenland, sie diente der Präfektur Kastoria von 1984 bis 1986. Danach wurde sie Generalsekretärin für Erwachsenenbildung und später für Jugend. 1993 wurde sie Präsidentin der griechischen Organisation von kleinen und mittelgroßen Unternehmen.
Von 1996 bis 1999 und von 2004 bis Mai 2012 war sie Abgeordnete im griechischen Parlament.
Von 1999 bis 2004 war sie Europäische Kommissarin für Beschäftigung, soziale Angelegenheiten und Chancengleichheit in der Kommission Prodi. Nach der Wahlniederlage ihrer Partei gab sie im März 2004 für den Rest der Amtszeit ihr Amt an Stavros Dimas ab.
Von Oktober 2009 bis März 2012 war sie nach dem Wahlsieg von Giorgos A. Papandreou Ministerin für Bildung, Lebenslanges Lernen und Religion und behielt das Amt auch in der ab November 2011 amtierenden überparteilichen Übergangsregierung von Lucas Papademos, die aufgrund der halbherzigen Teilnahme der Nea Dimokratia von PASOK-Vertretern dominiert war. Von März 2012 bis Mai 2012 rückte sie zur Ministerin für Entwicklung, Wettbewerbsfähigkeit und Schifffahrt (Wirtschaft) auf, nachdem ihr Vorgänger Michalis Chrisochoidis das Ministerium für Bürgerschutz übernommen hatte. Bei der Parlamentswahl im Mai 2012 schied sie aus; ihre Partei erhielt nur noch 13 % und verlor 30 Prozentpunkte.
2020 wurde sie für den Posten der Generalsekretärin der Organisation für wirtschaftliche Zusammenarbeit und Entwicklung (OECD) vorgeschlagen.